# Halle–Ingooigem
Halle–Ingooigem ist ein belgisches Straßenradrennen.
Halle–Ingooigem wird als Eintagesrennen im Pajottenland ausgetragen. Der Start ist in Halle und das Ziel befindet sich in Ingooigem, einem Teil der Gemeinde Anzegem in Westflandern. Das Rennen wurde 1945 zum ersten Mal unter dem Namen Brüssel–Ingooigem ausgetragen und trägt erst seit 2004 den Namen Halle–Ingooigem. Das Rennen zählt seit Einführung der UCI Europe Tour im Jahre 2005 zu dieser Rennserie und ist in die Kategorie 1.1 eingestuft.

## Palmarès
| Jahr | Sieger                      | Zweiter                   | Dritter             |          |
| ---- | --------------------------- | ------------------------- | ------------------- | -------- |
| 1945 | Rik Van Steenbergen         | Albéric Schotte           | Albert Sercu        |          |
| 1946 | Edward Van Dijck            | Albéric Schotte           | Roger Cnockaert     |          |
| 1947 | Ernest Sterckx              | Maurice Van Herzele       | Gerrit Schulte      |          |
| 1951 | Maurice Blomme              | Roger De Corte            | Lucien Mathys       |          |
| 1952 | Germain Derycke             | Roger Decock              | Maurice Mollin      |          |
| 1953 | Jan De Valck                | André Declerck            | Gabriel Lameire     |          |
| 1954 | Valère Ollivier             | Jan De Valck Roger Decock |                     |          |
| 1955 | Roger Decock                | Maurice Joye              | Maurice Blomme      |          |
| 1956 | Jozef Schils                | Rik Luyten                | Germain Derycke     |          |
| 1957 | Leon Vandaele               | Jozef Schils              | Willy Truye         |          |
| 1958 | Louis Proost                | Leon Vandaele             | André Noyelle       |          |
| 1959 | Noël Foré                   | Willy Schroeders          | Oswald Declercq     |          |
| 1960 | Oswald Declercq             | Gustaf Van Vaerenbergh    | Willy Haelterman    |          |
| 1961 | Georges Decraeye            | Roger De Coninck          | Roger Coppens       |          |
| 1962 | Benoni Beheyt               | Gilbert Desmet            | Jef Planckaert      |          |
| 1963 | Willy Schroeders            | Louis Proost              | Georges Decraeye    |          |
| 1964 | Walter Boucquet             | Theo Mertens              | Arthur De Cabooter  |          |
| 1965 | Willy Bocklant              | Benoni Beheyt             | Carmine Preziosi    |          |
| 1966 | Herman Van Springel         | Lionel Van Damme          | Albert Lacroix      |          |
| 1967 | Daniel Van Ryckeghem        | Bernard Van De Kerckhove  | Raymond Steegmans   |          |
| 1968 | Romain Furnière             | Etienne Buysse            | Rik Van Looy        |          |
| 1969 | Roger De Vlaeminck          | Victor Van Schil          | Étienne Sonck       |          |
| 1970 | Herman Vrijders             | Jos Deschoenmaecker       | Marc De Block       |          |
| 1971 | Noël Van Clooster           | Roger Swerts              | Eric Leman          |          |
| 1972 | Tony Gakens                 | Edouard Verstraeten       | Dirk Baert          |          |
| 1973 | Wilfried David              | Julien Van Geebergen      | Roger Vershaeve     |          |
| 1974 | Patrick Sercu               | Willy Van Malderghem      | Ronny De Bisschop   |          |
| 1975 | Marc Meernhout              | Willy Teirlinck           | Dirk Baert          |          |
| 1976 | Jos Jacobs                  | Serge Vandaele            | Pol Verschuere      |          |
| 1977 | Walter Planckaert           | Willy Teirlinck           | Frans Van Looy      |          |
| 1978 | Dirk Baert                  | Ferdinand Bracke          | Jacques Martin      |          |
| 1979 | Emiel Gysemans              | Walter Dalgal             | Lucien Van Impe     |          |
| 1980 | Frans Van Looy              | Jan Bogaert               | Patrick Devos       |          |
| 1981 | Paul Wellens                | Edouard Verstraeten       | Willy Scheers       |          |
| 1982 | Jos Schipper                | Alain Desaever            | Willem Peeters      |          |
| 1983 | Eddy Planckaert             | Ludo Frijns               | Willy Teirlinck     |          |
| 1984 | Willy Teirlinck             | Luc Meersman              | Dirk Baert          |          |
| 1985 | Eddy Vanhaerens             | William Tackaert          | Marc Van Geel       |          |
| 1986 | Eric Vanderaerden           | Eddy Planckaert           | Eddy Vanhaerens     |          |
| 1987 | Dirk Clarysse               | Johan Capiot              | Yvan Lamote         |          |
| 1988 | Gino De Backer              | Jan Bogaert               | Marnix Lameire      |          |
| 1989 | Hendrik Redant              | Patrick Tolhoek           | Nico Emonds         |          |
| 1990 | Ludo Giesberts              | Michel Vermote            | Gino De Backer      |          |
| 1991 | Patrick Van Roosbroeck      | Hendrik Redant            | Jonas Romanovas     |          |
| 1992 | David Windels               | Didier Priem              | Patrick Evenepoel   |          |
| 1993 | Johan Devos                 | Kurt Verleden             | Peter De Frenne     |          |
| 1994 | Eric Van Lancker            | Ludo Dierckxsens          | Wim Omloop          |          |
| 1995 | Frank Corvers               | Eric De Clercq            | Pascal Elaut        |          |
| 1996 | Erwin Thijs                 | Willy Willems             | Jans Koerts         |          |
| 1997 | Michel Vanhaecke            | Davy Dubbeldam            | Ronny Assez         |          |
| 1998 | Sergei Walerjewitsch Iwanow | Geert Van Bondt           | Frank Høj           |          |
| 1999 | Wim Omloop                  | Jurgen Vermeersch         | Tom Stremersch      |          |
| 2000 | Hans De Clercq              | Wim Omloop                | Gert Vanderaerden   |          |
| 2001 | Bert Roesems                | Gordon McCauley           | Mindaugas Goncaras  |          |
| 2002 | Danny Daelman               | Jan van Velzen            | Andy Cappelle       |          |
| 2003 | Jans Koerts                 | Jan Kuyckx                | Ruud Aerts          |          |
| 2004 | Steven Caethoven            | Bert De Waele             | Gorik Gardeyn       |          |
| 2005 | Bert Roesems                | Nico Sijmens              | Johnny Hoogerland   |          |
| 2006 | Baden Cooke                 | Jan Kuyckx                | Sébastien Rosseler  |          |
| 2007 | Janek Tombak                | Christian Murro           | Maarten Wijnants    |          |
| 2008 | Gert Steegmans              | Luke Roberts              | Stuart Shaw         |          |
| 2009 | Jurgen Van De Walle         | Mitchell Docker           | Gene Bates          |          |
| 2010 | Jurgen Van De Walle         | Arnoud van Groen          | Greg Van Avermaet   |          |
| 2011 | Roy Curvers                 | Pieter Jacobs             | Gianni Meersman     |          |
| 2012 | Nacer Bouhanni              | Arnaud Démare             | Tom Veelers         |          |
| 2013 | Kenny Dehaes                | Luka Mezgec               | Nacer Bouhanni      |          |
| 2014 | Arnaud Démare               | Kris Boeckmans            | Michaël Van Staeyen |          |
| 2015 | Nacer Bouhanni              | Kris Boeckmans            | Edward Theuns       |          |
| 2016 | Dries De Bondt              | Jens Keukeleire           | Edward Theuns       |          |
| 2017 | Arnaud Démare               | Edward Theuns             | Iljo Keisse         |          |
| 2018 | Danny van Poppel            | Fabio Jakobsen            | Sean De Bie         |          |
| 2019 | Dries De Bondt              | Piotr Havik               | Philippe Gilbert    |          |
| 2021 | abgesagt                    | abgesagt                  | abgesagt            | abgesagt |
| 2022 | abgesagt                    | abgesagt                  | abgesagt            | abgesagt |